# Carl Spaatz
Carl Andrew Spaatz (nacido Spatz; Pensilvania, 28 de junio de 1891-Washington D. C. 14 de julio de 1974), apodado "Tooey", fue un general estadounidense de la Segunda Guerra Mundial. Como comandante de las Fuerzas Aéreas Estratégicas en Europa en 1944, presionó exitosamente por el bombardeo de las instalaciones de producción de petróleo del enemigo como una prioridad sobre otros objetivos. Se convirtió en Jefe del Estado Mayor de la entonces recién formada Fuerza Aérea de los Estados Unidos en 1947.

## Primeros años
Legalmente agregó la segunda "a" a su apellido en 1937 a pedido de su esposa y sus tres hijas para aclarar la pronunciación del nombre, ya que muchos lo pronunciaron "spats". Se agregó la segunda "a", como estaba en la rama europea de su familia, para extraer el sonido como un "ah", similar a la "a" en "padre". (Por lo tanto, el nombre se pronuncia correctamente en inglés americano de forma idéntica a "spots"). El resultado pretendía sugerir un origen holandés en lugar de alemán. Sin embargo, él era de ascendencia alemana.
Spaatz recibió su apodo "Tooey" en West Point debido a su parecido con otro cadete (pelirrojo) llamado F. J. Toohey. Se graduó como teniente segundo de infantería el 12 de junio de 1914, en el puesto 97.º de una clase de 107. Sirvió con la 25.ª Infantería en Schofield Barracks, Hawái, hasta su asignación a la Escuela de Aviación Cuerpos de Señales en San Diego, California, entre el 13 de octubre de 1915 y el 15 de mayo de 1916, para entrenamiento de pilotos. Fue detallado en la Sección de Aviación del Cuerpo de Señales de EE. UU. En México el 8 de junio de 1916 después de obtener su calificación de Junior Military Aviator. 
Spaatz sirvió en el Primer Escuadrón Aero, que se unió al General John J. Pershing durante la Expedición Punitiva. Spaatz fue ascendido a  teniente primero el 1 de julio de 1916 y a capitán el 15 de mayo de 1917. 

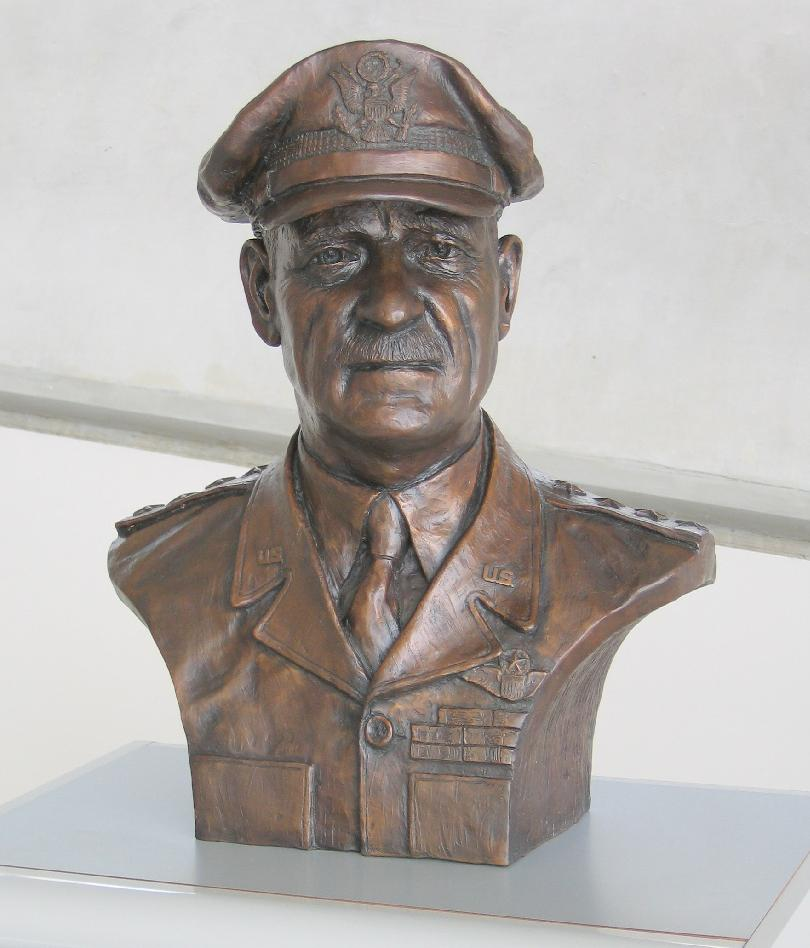
Busto del general Spaatz en el Museo Imperial de Guerra de Duxford.

## Primera Guerra Mundial
Después de la entrada de Estados Unidos en la Primera Guerra Mundial, Spaatz fue enviado con las Fuerzas Expedicionarias Estadounidenses (AEF) al mando del 31.º Escuadrón Aero. Spaatz fue nombrado oficial a cargo de la American Aviation School en Issoudun, Francia, pero después de recibir órdenes de regresar a los Estados Unidos, vio tres semanas de acción durante los últimos meses de la guerra con el 13.º Escuadrón Aero como piloto supernumerario. En este breve período, Spaatz derribó tres aviones enemigos y recibió la Cruz por Servicio Distinguido; durante el tiempo en que fue promovido al rango temporal de mayor el 17 de junio de 1918.

## Entreguerras
A principios de 1919, Spaatz fue designado para dirigir una de las tres "compañías" del Circo Volador del Préstamo Volador del Servicio Aéreo del Ejército de EE. UU. Su grupo estaba formado por unos veinticinco oficiales y cincuenta hombres alistados. Sus aviones incluidos en la gira incluyeron cinco JN6 Jennies, cinco Fokker D VII, cuatro RAE SE-5 y cinco Spad VII. El equipo ofreció viajes promocionales y realizó demostraciones aéreas en todo el oeste y sudoeste de Estados Unidos desde principios de abril hasta mediados de mayo de 1919 para recaudar dinero para retirar la deuda de la Primera Guerra Mundial.
Spaatz sirvió en California y Texas y se convirtió en oficial auxiliar de servicio aéreo del departamento occidental en julio de 1919. Spaatz experimentó los caóticos altibajos en el rango común a los oficiales regulares en 1920, cuando la Ley de Defensa Nacional de 1920 reorganizó el ejército. Primero volvió a su rango permanente de capitán de infantería el 27 de febrero de 1920. El 1 de julio, cuando el Servicio Aéreo se convirtió en un brazo combatiente de la línea, se transfirió al Servicio Aéreo como capitán, luego fue ascendido a mayor en la misma fecha en virtud de una disposición en la Ley de Defensa Nacional que permitía a los oficiales que ganaran su rango en servicio con la AEF para retenerlo. Esto lo hizo superior a una serie de oficiales, incluido Henry H. Arnold (su superior en ese momento), con una mayor longevidad de servicio. El 18 de diciembre de 1922, Spaatz fue dado de baja cuando el Congreso estableció un nuevo límite en el número de mayores autorizados para el Servicio Aéreo, y volvió a ser nombrado capitán, luego ascendió nuevamente a mayor el 1 de febrero de 1923. 
Como comandante, Spaatz comandó Kelly Field, Texas, del 5 de octubre de 1920 a febrero de 1921, sirvió en el Fuerte Sam Houston como oficial aéreo del Área del Octavo Cuerpo hasta noviembre de 1921, y fue comandante del 1.º Grupo de Persecución, primero en Ellington Field, Texas, y más tarde en Selfridge Field, Míchigan, hasta el 24 de septiembre de 1924. Se graduó de la Escuela Táctica del Cuerpo Aéreo, Langley Field, Virginia, en junio de 1925, y luego sirvió en la Oficina del Jefe del Cuerpo Aéreo en Washington, D. C. Más tarde ese año testificó para la defensa en la corte marcial del Coronel Billy Mitchell. 

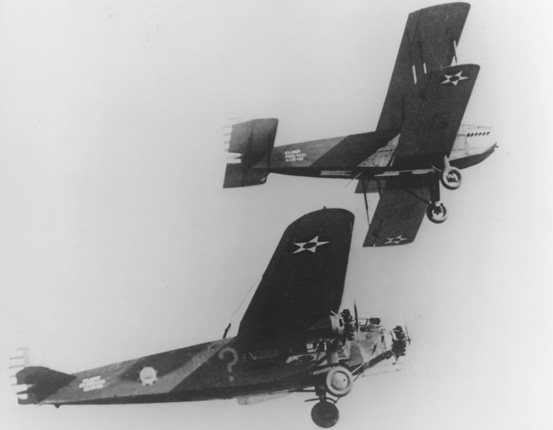
El signo de interrogación siendo reabastecido por un Douglas C-1

Del 1 al 7 de enero de 1929, Spaatz junto con otros oficiales del Cuerpo Aéreo, el Capitán Ira Eaker y el Teniente Elwood Quesada, quienes luego se convertirían en generales de las Fuerzas Aéreas del Ejército de los Estados Unidos (USAAF), establecieron un récord de aviación al mantener el avión en Signo de interrogación en el aire sobre la vecindad de Los Ángeles por más de 150 horas. 
Desde el 8 de mayo de 1929 hasta el 29 de octubre de 1931, Spaatz dirigió el 7.º Grupo de Bombardeo en Rockwell Field, California, y el 1.º Ala de Bombardeo en March Field, California, hasta el 10 de junio de 1933. Luego sirvió en la Oficina del Jefe del Cuerpo Aéreo y se convirtió en jefe de la División de Entrenamiento y Operaciones. En agosto de 1935, se matriculó en la Escuela de Comando y Estado Mayor en el Fuerte Leavenworth, Kansas, y mientras fue ascendido a teniente coronel el 16 de septiembre. Se graduó en junio de 1936, y luego sirvió en Langley Field en el personal del Mayor General Frank M. Andrews, comandante de la Fuerza Aérea del Cuartel General, hasta enero de 1939, cuando regresó a la Oficina del Jefe del Cuerpo Aéreo en Washington como asistente oficial ejecutivo. 
El 7 de noviembre de 1939, Spaatz recibió un ascenso temporal a coronel, y durante la Batalla de Inglaterra en 1940, pasó varias semanas en Inglaterra como observador militar especial. En agosto, fue asignado a la Oficina del Jefe del Cuerpo Aéreo, y dos meses después fue nombrado asistente del jefe del Cuerpo Aéreo, general Arnold, con el rango temporal de general de brigada. Se convirtió en jefe de la División de Planes del Cuerpo Aéreo en noviembre de 1940, y en julio siguiente fue nombrado jefe del personal aéreo en el Cuartel General de las Fuerzas Aéreas del Ejército.

## Segunda Guerra Mundial
El jefe de Estado Mayor del Ejército, George Marshall, nombró a Spaatz comandante del Comando de Combate de la Fuerza Aérea en enero de 1942 y lo ascendió al rango temporal de mayor general. En mayo de 1942, Spaatz se convirtió en comandante de la Octava Fuerza Aérea y transfirió su cuartel general a Inglaterra en julio. Spaatz fue puesto al mando general de la USAAF en el Teatro Europeo de Operaciones, mientras conservaba su comando de la Octava Fuerza Aérea. Fue ascendido al rango permanente de coronel en septiembre de 1942. Fue nombrado comandante de la Fuerza Aérea Aliada del Noroeste de África en febrero de 1943, la Duodécima Fuerza Aérea en marzo de 1943, la Decimoquinta Fuerza Aérea y las Fuerzas Aéreas Reales en Italia en noviembre de 1943, y las Fuerzas Aéreas Estratégicas de Estados Unidos en Europa en enero de 1944. Spaatz recibió un ascenso temporal a teniente general en marzo de 1943. 
Como comandante de las Fuerzas Aéreas Estratégicas, Spaatz dirigió la porción de los Estados Unidos de la campaña de bombardeo estratégico contra Alemania, dirigiendo la Octava Fuerza Aérea, que luego fue comandada por el Teniente General Jimmy Doolittle, con sede en Inglaterra, y la Decimoquinta Fuerza Aérea, que ahora era comandado por el teniente general Nathan Twining, con sede en Italia.
| ""Es difícil pensar en otro comandante en la Fuerza Aérea de los EE. UU. que haya tenido suficiente influencia con el general Eisenhower para detener, al igual que Spaatz, las distracciones propuestas por Leigh-Mallory. Tampoco es fácil pensar en otro que tuviera tanto percepción para identificar objetivos petroleros como decisivos y la fuerza para conservar una parte del poder de ataque aéreo estratégico de los Estados Unidos para ellos.: 340 —biógrafo David R. Mets |

Como comandante de las Fuerzas Aéreas Estratégicas en Europa, Spaatz estaba bajo el mando directo del general Dwight Eisenhower. En marzo de 1944, Spaatz propuso el Plan de bombardeo de petróleo, y en junio de 1944 durante la Operación Crossbow con prioridad de bombardeo de sitios V-1 dirigidos al Reino Unido, Spaatz defendió y recibió autorización de Eisenhower para bombardear esos objetivos con una prioridad menor. Spaatz también identificó que "...la quimera de una operación aérea que pondrá fin a la guerra...no existe", y : 273 abogó por el Plan Tedder "que mantuvo el sistema petrolero en primera posición, pero colocó más claramente el ferrocarril de Alemania sistema en segunda prioridad", lo que alentó a Eisenhower a anular el Ministerio del Aire teme que el" empuje contra la industria petrolera "pueda debilitarse. : 260–1  El "Plan de petróleo" de Spaatz se convirtió en la máxima prioridad de bombardeo en septiembre de 1944. Después de la guerra, Eisenhower dijo que Spaatz, junto con el general Omar Bradley, fue uno de los dos oficiales generales estadounidenses que más contribuyeron a la victoria en Europa. 
Spaatz recibió el ascenso al rango de general el 11 de marzo de 1945. Después del "VE Day", fue transferido al Pacífico y asumió el mando de las Fuerzas Aéreas Estratégicas de los EE. UU. en el Pacífico como parte del Teatro de Operaciones del Pacífico, con sede en Guam, en julio de 1945. Desde este comando, Spaatz dirigió el bombardeo estratégico de Japón, incluidos los bombardeos atómicos de Hiroshima y Nagasaki. Spaatz había estado presente en Reims cuando los alemanes se rindieron a los estadounidenses el 7 de mayo de 1945; en Berlín cuando se rindieron a los soviéticos el 8 de mayo; y a bordo del acorazado Missouri en la Bahía de Tokio cuando los japoneses se rindieron el 2 de septiembre. Era el único hombre de rango general o equivalente presente en estos tres actos de rendición.

## Vida posterior
En julio de 1945, el presidente Harry S. Truman nominó a Spaatz para ascender al rango de general permanente. Spaatz fue nombrado comandante general de las Fuerzas Aéreas del Ejército en febrero de 1946 tras el retiro de Arnold. Después de la creación de la Fuerza Aérea independiente por la Ley de Seguridad Nacional de 1947 y la Orden Ejecutiva N.º 9877 de Truman, Spaatz fue nombrado primer jefe de Estado Mayor de la nueva Fuerza Aérea de los Estados Unidos en septiembre de 1947. 
Spaatz se retiró del ejército en el rango de general el 30 de junio de 1948 y trabajó para la revista Newsweek como editor de asuntos militares hasta 1961. También sirvió en el Comité de Asesores Senior del jefe de Estado Mayor de la Fuerza Aérea desde 1952 hasta su muerte; y fue el primer presidente de la Fundación Histórica de la Fuerza Aérea durante 1953. Desde 1948 hasta 1959, se desempeñó como primer presidente de la Junta Nacional de la Patrulla Aérea Civil. En 1954, Spaatz fue nombrado miembro de la junta consultiva del Congreso creada para determinar el sitio de la nueva Academia de la Fuerza Aérea de los Estados Unidos. 
Spaatz murió el 14 de julio de 1974. Fue enterrado en el cementerio de la Academia en Colorado Springs, Colorado.

## Legado
- La Isla Spaatz en la Antártida lleva el nombre de Spaatz, que proporcionó un avión utilizado en su descubrimiento.[10]
- El premio cadete más alto de la Patrulla Aérea Civil es el Premio General Carl A. Spaatz.
- En 1977, Spaatz fue incluido en el Salón Internacional de la Fama del Aire y el Espacio.[11]
- Carl A. Spaatz Field es el aeropuerto regional que sirve a Reading, Pennsylvania. También es alberga el Museo del Aire del Atlántico Medio.
- El Centro Carl A. Spaatz para la Educación de Oficiales, Universidad del Aire (AU) en la Base de la Fuerza Aérea Maxwell, Alabama.
- Spaatz es el ejemplo de la Clase de 2006 de la Academia de la Fuerza Aérea de los Estados Unidos.
- El Museo Nacional de la Fuerza Aérea de los Estados Unidos está ubicado en 1100 Spaatz Street en la Base de la Fuerza Aérea Wright-Patterson, Ohio.
- General Spaatz Boulevard se encuentra adyacente al Aeropuerto Internacional de Sarasota-Bradenton (SRQ) en Sarasota, Florida, en la intersección de Tamiami Trail/US 41.
- El destacado escuadrón de reabastecimiento de combustible aéreo en la USAF recibe anualmente el trofeo Gen. Carl A. Spaatz.
- El reconocimiento más alto de la Fundación Histórica de la Fuerza Aérea por su contribución individual a la creación de la historia de la Fuerza Aérea es el Premio General Carl "Tooey" Spaatz Archivado el 27 de julio de 2020 en Wayback Machine.
- En 2002 fue incluido en el Salón de la Fama de la Asociación de Transporte Aéreo/Petrolero.[12]
- El 28 de junio de 2018, una sección de la Ruta 562 de Pensilvania en el condado de Berks fue nombrada General Carl A. Spaatz Memorial Highway en su honor.[13]

## Premios y condecoraciones
Fuente: Estudio histórico 91 de la USAF: Datos biográficos sobre oficiales generales de la fuerza aérea, 1917-1952, vol. II, "LZ"
 Piloto de Mando
 Aviador Militar Junior
 Observador de Combate
- : Cruz por Servicio Distinguido (Estados Unidos)[14]
- : Legión al Mérito[14]
- : Cruz de Vuelo Distinguido[14]
- : Estrella de Bronce
- : Medalla Aérea
- : Medalla del Servicio a México
- : Medalla de la Victoria, con tres estrellas de batalla
- : Medalla del Servicio de Defensa Estadounidense
- : Medalla de Campaña Estadounidense
- : Medalla de la Campaña Asiático-Pacífico
- Medalla de la Campaña Europea-Africana-Medio Oriente, con seis estrellas de batalla
- : Medalla de la Victoria de la Segunda Guerra Mundial
- : Gran Cruz de Caballero de la Orden del Imperio Británico (Reino Unido)
- : Caballero de la Orden de la Corona (Bélgica), con palma de bronce.
- : Croix de Guerre, con palma (Bélgica)
- : Gran Oficial de la Legión de Honor (Francia)
- : Croix de Guerre, con palma de bronce (Francia)
- : (Krzyż Komandorski z Gwiazdą) de la Orden Polonia Restituta (Polonia)

- : Gran Cruz de la Orden de Orange-Nassau (Países Bajos)

- : Gran Cruz de la Orden de San Olaf (Noruega)

- : Orden de Suvórov de 2.ª clase (Unión Soviética)

Spaatz también recibió el Trofeo Collier de 1944 por "demostrar el concepto de poder aéreo a través del empleo de la aviación estadounidense en la guerra contra Alemania". 

### Servicio distinguido Citación de Cruz
Citación

El Presidente de los Estados Unidos de América, autorizado por la Ley del Congreso, el 9 de julio de 1918, se complace en presentar la Cruz de Servicio Distinguido al Mayor (Servicio Aéreo) Carl Andrew Spatz (ASN: 0–3706), Servicio Aéreo del Ejército de los Estados Unidos, por heroísmo extraordinario en acción mientras servía con el 13.° Escuadrón Aero, Servicio Aéreo del Ejército de EE. UU., AEF, durante la ofensiva de St. Mihiel, 26 de septiembre de 1918. Aunque había recibido órdenes de ir a Estados Unidos, el Mayor Spatz rogó y recibió permiso para servir con un escuadrón de persecución en el frente. Subordinado a hombres de rango inferior, se unió a un escuadrón como piloto y vio un servicio continuo y arduo a través de la ofensiva. Como resultado de su eficiente trabajo fue promovido al puesto de comandante nocturno. Sabiendo que iba a tener lugar otro ataque en las cercanías de Verdún, permaneció de guardia para participar. El día del ataque al oeste del Mosa, mientras estaba patrullando las líneas enemigas, se encontraron varios aviones enemigos. En el combate que siguió, logró derribar tres aviones enemigos. En su ardor y entusiasmo se separó de su patrulla mientras seguía a otro enemigo más allá de las líneas. Al gastarse la gasolina, se vio obligado a aterrizar y logró aterrizar dentro de un territorio amigo. A través de estos actos se convirtió en una inspiración y un ejemplo para todos los hombres con los que estaba asociado.
- Órdenes Generales: Departamento de Guerra, Órdenes Generales N.º 123 (1918)
- Fecha de acción: 26 de septiembre de 1918
- Servicio: Servicio Aéreo
- Rango: Mayor
- Empresa: 13.º Escuadrón Aéreo
- División: Fuerzas Expedicionarias Americanas

## Rangos
| Insignias            | Rango               | Componente                             | Fecha                    |
| -------------------- | ------------------- | -------------------------------------- | ------------------------ |
| Sin insignia         | Cadete              | Academia militar de los Estados Unidos | 1 de marzo de 1910       |
| Sin insignia en 1914 | Alférez             | Ejército regular                       | 12 de junio de 1914      |
|                      | Teniente primero    | Ejército regular                       | 1 de julio de 1916       |
|                      | Capitán             | Ejército regular                       | 15 de mayo de 1917       |
|                      | Mayor               | Ejército Nacional                      | 17 de junio de 1918      |
|                      | Capitán             | Ejército regular                       | 27 de febrero de 1920    |
|                      | Mayor               | Ejército regular                       | 1 de julio de 1920       |
|                      | Capitán             | Ejército regular                       | 18 de diciembre de 1922  |
|                      | Mayor               | Ejército regular                       | 1 de febrero de 1923     |
|                      | Teniente coronel    | Ejército regular                       | 16 de septiembre de 1935 |
|                      | Coronel             | Temporal                               | 7 de noviembre de 1939   |
|                      | General de brigada  | Temporal                               | 2 de octubre de 1940     |
|                      | General de división | Ejército de los Estados Unidos         | 28 de enero de 1942      |
|                      | Coronel             | Ejército regular                       | 17 de septiembre de 1942 |
|                      | Teniente general    | Ejército de los Estados Unidos         | 12 de marzo de 1943      |
|                      | General de brigada  | Ejército regular                       | 1 de septiembre de 1943  |
|                      | General de división | Ejército regular                       | 5 de octubre de 1944     |
|                      | General             | Ejército de los Estados Unidos         | 11 de marzo de 1945      |
|                      | General             | Fuerza Aérea de los Estados Unidos     | 18 de septiembre de 1947 |
|                      | General             | Fuerza Aérea de EE. UU., Retirado      | 30 de junio de 1948      |